# Marsupidium knightii
Marsupidium knightii är en bladmossart som beskrevs av William Mitten. Marsupidium knightii ingår i släktet Marsupidium och familjen Acrobolbaceae. Inga underarter finns listade i Catalogue of Life.